# 루이스 사리타마
루이스 페르난도 사리타마 파디야(Luis Fernando Saritama Padilla, 1983년 10월 20일, 로하 ~)는 에콰도르의 축구 선수로, 현재 에콰도르 세리에 B의 데포르티보 키토 소속이다.

## 국가대표팀 경력
사리타마는 독일에서 열린 2006년 FIFA 월드컵에 에콰도르 국가대표팀의 공격형 미드필더로 참가했다. 그는 모든 에콰도르 청소년 국가대표팀의 연령대를 거쳤고, 이들 중 몇 연령대 팀에서 주장을 맡아 양질의 패스를 공급하고 플레이메이킹 능력에 두각을 나타냈다. 루이스 페르난도는 2003년, 페루와의 경기에서 국제경기에 데뷔하였다. 2006년, 그는 스웨덴에스 브라질을, 오클랜드에서 멕시코를, 그리고 탬퍼 베이에서 미국을 상대했다.

## 클럽 경력

### 알리안사 리마
2004년, 그는 같은 에콰도르 국적의 조니 발데온 선수와 함께 잠깐 페루 1부 리그의 알리안사 리마에 있었다. 둘은 합력하여 알리안사의 대회 경기에서 주축을 맡았고, 팀은 결승까지 진출해 클라우수라 우승을 거두었다. 2007년, 그는 팀에 복귀해 연말까지 함께 하였다.

### 데포르티보 키토
알리안사가 트로피를 들어올리도록 도운 후, 그는 발데온과 함께 데포르티보 키토로 복귀했다. 고작 22세의 나이에, 그는 데포르티보 키토의 주장직을 맡았는데, 이는 그가 모국인 에콰도르에서 경험해 본 유일한 주장 임기이다. 같은 시기, 그는 국가대표팀에서 더 많은 선발 출전 기회를 얻었으며, 루이스 페르난도 수아레스 에콰도르 국가대표팀의 희망 하에 2006년 FIFA월드컵에 차출된다는 점이 명백해졌다. 2008년 12월, 그는 키토가 역사상 3번째 우승을 거두는데 도왔다.

### UANL과 아메리카
2006년 7월 25일, 사리타마는 FIFA 월드컵 직후 에콰도르의 영원한 주장 이반 우르타도가 속해 있는 UANL과 계약하였다. 이 곳에서, 그는 클럽 최고의 인기 있는 선수들 주 하나가 되었나, UANL은 조 최하위로 계속 다량의 실점을 거듭하며 끔찍한 시즌을 보냈다. 그는 이 기간 동안 몇 기의 골을 득점하였으나, 성적 부진으로 떠난 루이스 페르난도 테나를 이어 마리오 카리요 감독이 티그레스 데 라 UANL 감독이 되자 그는 향후 계획에서 제외되었다는 것이 명백해졌다.
그는 멕시코 거함 겨울 이적시장에서 코파 리베르타도레스 2007 출전을 목적으로 아메리카로 이적하였다. 그의 계약서에는 에스타디오 아스테카 4년 머무르도록 되어 있었고, 처음 코파 리베르타도레스를 한정으로 출전하는 것이었으나, 나중에 멕시코 클럽은 공식 리가 MX 경기 출전도 허용했다. 2007년 1월, 페루 클럽 스포르팅 크리스탈과의 아메리카 데뷔전이자 코파 리베르타도레스 1라운드 경기에서 데뷔와 함께 득점을 기록했다. 그러나, 거대 구단 소속으로 반년을 보낸 후, 그는 어느 긍정적인 결과를 만들어내지 못한다는 것이 증명되었고, 팀은 페루 전통 강호인 알리안사 리마로 그를 임대시켰다. 아메리카에서 임대되었던 그는 알리안사 리마에서 인상적인 시즌을 보냈고, 그가 프로 무대에 처음 출전한 데포르티보 키토로 복귀하였다.

### LDU 키토
사리타마는 2013년 1월 3일, LDU 키토와 3년 계약을 체결하면서 새 선수로 소개되었다. 그의 LDU 키토 데뷔전은 1월 23일, 그레미우와의 코파 리베르타도레스 2013 플레이오프 홈경기로 승리하였다. 11경기 출전 후인 4월 14일, 사리타마는 3-0으로 이긴 마카라와의 원정 경기에서 첫 득점을 기록했다.

### 바르셀로나 스포르팅
2014년 2월 11일, 사리타마는 에콰도르 거함 바르셀로나 스포르팅으로 1년 임대로 합류하게 된다고 발표되었다.

## 수상

### 클럽
데포르티보 키토
- 에콰도르 세리에 A: 2008, 2009, 2011